# Matthias De Meulder
Matthias Harry R. „Matti“ De Meulder (* 5. März 1988) ist ein professioneller belgischer Pokerspieler aus Antwerpen. Sein Zwillingsbruder Christophe ist ebenfalls Pokerspieler.

## Persönliches
De Meulder wuchs mit seinem Zwillingsbruder Christophe in einer kleinen Stadt in der Nähe von Antwerpen auf. Ihr Vater Bob ließ sie an diversen Filmcastings teilnehmen, so trafen sie während eines Castings für den Film Total Eclipse im Jahr 1993 auf Leonardo DiCaprio. Im Alter von zehn Jahren gewannen die Zwillinge ein Casting für die Sendung Man bijt Hond (deutsch Mann beißt Hund) und moderierten sie anschließend drei Jahre lang. Danach setzte Matthias De Meulder seine Schulausbildung fort und studiert heute Politikwissenschaften an der Universität Antwerpen.
2012 nahm er gemeinsam mit seinem Zwillingsbruder und Fatima Moreira de Melo an der Reality-Show Expeditie Robinson teil.

## Pokerkarriere
De Meulder kam durch Freunde zum Poker und brachte seinem Bruder Christophe das Spiel bei. Er selbst begann auf der Onlineplattform PokerStars zu spielen und war bis Ende 2015 neben seinem Bruder unter dem Nickname mattidm Teil des Team PokerStars. Darüber hinaus nutzt er die Nicknames mattidm_uk (PokerStars), nocoiner (bwin), igotprice (888poker), pikkendief115 (partypoker) sowie couleurmax_1 (Winamax) und hat sich mit Online-Turnierpoker mehr als eine Million US-Dollar erspielt. Seit 2009 ist De Meulder Stammgast bei renommierten Live-Turnieren.
Anfang Juli 2009 war er erstmals bei der World Series of Poker (WSOP) im Rio All-Suite Hotel and Casino am Las Vegas Strip erfolgreich und belegte den 645. Platz im Main Event. Ende August 2011 belegte De Meulder beim Main Event der European Poker Tour (EPT) in Barcelona den zehnten Platz und erhielt ein Preisgeld von 50.000 Euro. Im Februar 2012 gewann er ein Side-Event der EPT in Deauville und sicherte sich eine Siegprämie von 136.000 Euro. Mitte April 2013 gewann De Meulder das Main Event der Belgian Poker Challenge in Middelkerke für mehr als 50.000 Euro Preisgeld. Bei der WSOP 2017 erreichte er im Main Event den sechsten Turniertag und schied dort auf dem 78. Platz aus, was ihm über 85.000 US-Dollar einbrachte. Ende August 2018 erreichte er bei einem Event der EPT in Barcelona den Finaltisch und wurde Fünfter für mehr als 70.000 Euro.
Insgesamt hat sich De Meulder mit Poker bei Live-Turnieren knapp 1,5 Millionen US-Dollar erspielt.